# Dragon noir
 (mai 2022).
Si vous disposez d'ouvrages ou d'articles de référence ou si vous connaissez des sites web de qualité traitant du thème abordé ici, merci de compléter l'article en donnant les références utiles à sa vérifiabilité et en les liant à la section « Notes et références ».
Dragon noir est une série de jeux de guerre médiévaux fantastiques à l'échelle subtactique conçus par Duccio Vitale et édités par Eurogames. Ils font partie de la même série que le jeu médiéval historique Cry Havoc.

## Historique
Dragon noir est basé sur le jeu Dark Blades, édité en anglais par Standard Games. Le premier épisode de Dragon noir, L'Exil, reprend les pions et les cartes de Dark Blades mais rajoute des cartes de souterrains, des gabarits de sorts différents, un dragon noir qui recouvre plusieurs cases et surtout un jeu en campagne. L'Exil sort en 1990.
Un second épisode, L'Épreuve, paraît chez Eurogames en 1993. Il contient les mêmes pions que l'Exil, plus de nouveaux pions pour représenter de nouvelles créatures, les krobs.
Deux autres épisodes, Le Retour et La Conquête, étaient prévus par Eurogames mais ne sont jamais parus.
Vers 2005, un groupe de fans ont tenté de relancer la série, avec Dragon Noir 3, qu'ils n'ont jamais achevé. Les tentatives se sont arrêtées vers 2008-2009, avec le départ de plusieurs membres du forum qui leur servait de support de coordination.

## Règles
Les règles de Dragon noir ont évolué à partir de celles de Cry Havoc, et sont très similaires. Elles sont très peu différentes de celles des derniers jeux de la série comme Vikings. Chaque personnage à pied est représenté par deux pions double-face dont un seul est en jeu en même temps. Un pion représente un personnage indemne sur son recto et assommé sur son verso, et un second pion représente le même personnage blessé au recto et mort au verso. Les personnages qui peuvent monter à cheval sont représentés par quatre pions en tout : deux les montrent à pied, et deux autres les représentent à cheval, blessés ou indemnes au recto, et le cheval seul, vivant ou mort au verso. Chaque pion indique les valeurs d'attaque, de défense et de mouvement du personnage, son nom et une illustration en couleurs.
Les joueurs jouent chacun à leur tour ; la seule action qu'un joueur peut faire pendant le tour de son adversaire est un tir défensif avec certains tireurs pendant la phase de mouvement de son adversaire.
Les combats sont réglés en comparant la somme des valeurs d'attaque du ou des attaquants à celle du ou des défenseurs. Le rapport obtenu (2 contre 1, 3 contre 1...), avec le chiffre d'un dé à 10 faces, donne le résultat du combat. Pour les tirs, le type d'arme (arc court, arc long, arbalète) et le terrain où se trouve la cible remplacent le rapport de force.
Deux magiciens, Zacharie et Shaman, sont présents. Chacun dispose d'un certain nombre de points de magie pour lancer ses sorts qui peuvent affecter les personnages ou même créer des éléments de terrain.

## Campagne et scénarios
Dans L'Exil, un groupe de rebelles menés par le chevalier Konrad, la guerrière Godiva et le mage Zacharie fuient l'oppression des mystérieux kändars. Ils se retrouvent par magie sur une île habitée par différents peuples indigènes, dont le plus proéminent est le peuple des orques menés par Black Fox et le sorcier Shaman. Le début de la campagne propose de vivre les premières escarmouches entre les deux factions alors qu'elles essaient d'obtenir des renforts des autres peuples de l'île. Puis, à la suite d'une grande bataille rangée, les deux factions décident de s'unir pour combattre les kändars. Pour cela, ils doivent obtenir l'orbe mauve, un objet magique qui permettrait de dresser les dragons. Les deux derniers scénarios de L'Exil voient les alliés combattre un puissant dragon noir dans une arène naturelle, puis un clan de nains noirs dans des souterrains.
L'Épreuve voit les alliés descendre dans des souterrains habités par un peuple d'araignées intelligentes, les krobs. Ils doivent y retrouver le nain qui a caché l'orbe mauve, trouver l'orbe elle-même, puis quitter les souterrains de l'autre côté.